# Cthulhu
Cthulhu este o entitate cosmică fictivă, creată de scriitorul HP Lovecraft. A fost introdusă pentru prima dată în nuvela sa „ The Call of Cthulhu ”, publicată de revista americană literară de consum Weird Tales în 1928. Considerată un Mare Vechi în panteonul entităților cosmice Lovecraftiene, această creatură a fost de atunci prezentată în numeroase referințe ale culturii pop. Lovecraft îl înfățișează ca pe o entitate gigantică, adorată de sectanți, sub forma unei caracatițe verzi, dragon și o caricatură a formei umane. Universul inspirat de Lovecraft, Mitologia Cthulhu, unde există împreună cu entitățile sale, poartă numele acestuia. 

### Etimologie, ortografie și pronunție
Inventat de Lovecraft în 1928, numele Cthulhu a fost probabil ales pentru a repeta cuvântul chthonic (greaca veche „al pământului”), așa cum se pare că a sugerat de Lovecraft însuși la sfârșitul poveștii sale din 1923 „ Șobolanii în ziduri ”. Spiritul htonic sau pământesc are precedente în numeroase mitologii antice și medievale, păzind adesea minele și comorile subterane prețioase, în special în piticii germanici și grecii Chalybes, Telchines sau Dactyls.
Lovecraft a transcris pronunția lui Cthulhu ca Khlûl′-hloo și a spus: „prima silabă pronunțată gutural și foarte gros. „U” este cam așa în „plin”, iar prima silabă nu este diferită de „kul” în sunet, prin urmare „h” reprezintă grosimea guturală”  (vezi discuția legată de mai jos ). ST Joshi subliniază, totuși, că Lovecraft a dat pronunții diferite în diferite ocazii. Potrivit lui Lovecraft, acesta este doar cel mai aproape posibil ca aparatul vocal uman să reproducă silabele unei limbi străine. Cthulhu a fost, de asemenea, scris în multe alte moduri, inclusiv Tulu, Katulu și Kutulu. Numele este adesea precedat de epitetul Mare, Moartă sau Teriță.
La mult timp după moartea lui Lovecraft, Chaosium, editorii jocului de rol Call of Cthulhu, a influențat pronunția modernă cu afirmația „noi spunem kuh-THOOL-hu”, chiar dacă a remarcat că Lovecraft a spus-o altfel. Alții folosesc pronunția Katulu sau Kutulu sau /kəˈtuːluː/